# ジョー・ジャクソン (車いすラグビー選手)
ジョー・ジャクソン（Joe Jackson、1989年9月6日 - ）は、アメリカ合衆国の車いすラグビー選手。アメリカ合衆国マリコパ郡出身。

## 略歴
2005年、アメフトの試合中身体を痛めてその後車いすラグビーを始めた。
そして2021年、東京2020パラオリンピック競技大会アメリカ代表に選ばれて銀メダル獲得。